# Airtox-Carl Ras
Airtox-Carl Ras is een Deense wielerploeg die in 2020 is opgericht als amateurploeg onder de naam Team Eiland Electric-Carl Ras. Sinds 2021 heeft de ploeg een UCI-licentie waarmee het op continentaal niveau mag deelnemen aan wedstrijden.

## Geschiedenis
Oprichting van de ploeg geschiedde door Henrik Egholm als navolging van de amateurploeg uit de gemeente Holbæk. Het doel was om vanaf het seizoen van 2020 deel te mogen nemen aan wedstrijden op continentaal niveau. Echter, werd dit onmogelijk gemaakt door de coronapandemie. Zodoende werd eind 2020 officieel besloten dat de ploeg vanaf het volgende jaar mocht deelnemen aan wedstrijden op het doelgerichte niveau. Vanaf 2021 tot en met 2024 waren Brian Holm en Mads Pedersen nauw betrokken bij de ploeg, zo regelde Pedersen onder meer dat de renners mochten rijden op fietsen van Trek. Tevens was Jan Bech Andersen, eigenaar van de Deense voetbalclub Brøndby IF, enkele jaren bij de club betrokken als sponsor. De eerste overwinning van de ploeg werd behaald in 2021 door Mathias Larsen die de GP Himmerland Rundt won. In latere jaren bleek Rasmus Bøgh Wallin een der succesvolste renners van de ploeg.
In 2023 kwam Jakob Egholm, een zoon van ploegbaas Henrik Egholm, bij de ploeg rijden.

### Sponsoren
Sinds het begin van de ploeg is Carl Ras betrokken bij de ploeg als een van de hoofdsponsoren. Carl Ras is een groothandel in gereedschap en heeft zich door de jaren heen aan meerdere Deense ploegen verbonden als geldschieter. Van 2021 tot en met 2023 was het restaurant SuRi uit Holbæk samen met Carl Ras een van de hoofdsponsoren. Sinds 2024 heeft het Deense schoenenbedrijf Airtox zich verbonden met de ploeg als hoofdsponsor, samen met Carl Ras.

## Bekende Deense (ex-)renners
- Rasmus Pedersen (2021)
- Sebastian Nielsen (2021-2022)
- Rasmus Bøgh Wallin (2022-2023)
- Magnus Bak Klaris (2022-)
- Gustav Wang (2023-2024)
- Stian Rosenlund (2023-)
- Jakob Egholm (2023-)

## Overwinningen
2021
GP Himmerland Rundt: Mathias Larsen
2022
Scandinavian Race Uppsala: Rasmus Bøgh Wallin
Lillehammer GP: Magnus Bak Klaris
1e etappe (ITT) Ronde van Zuid-Bohemen: Rasmus Bøgh Wallin
+ 4e etappe: Rasmus Bøgh Wallin
+ Eindklassement: Rasmus Bøgh Wallin
2023
Arno Wallaard Memorial: Rasmus Bøgh Wallin
2e etappe Ronde van Estland: Rasmus Bøgh Wallin
+ Eindklassement: Rasmus Bøgh Wallin
2e etappe Ronde van Małopolska: Alexander Arnt Hansen
Lillehammer GP: Christian Lindquist
4e etappe Ronde van Zuid-Bohemen: Rasmus Bøgh Wallin
Grote Prijs Rik Van Looy: Rasmus Bøgh Wallin
1e etappe Ronde van Istanbul: Gustav Wang
+ 2e etappe: Daniel Stampe
+ Eindklassement: Gustav Wang
2024
1e etappe Ronde van Litouwen: Stian Rosenlund
+ 2e etappe: Mads Andersen
+ 3e etappe: Daniel Stampe
+ Eindklassement: Mads Andersen
1e etappe Ronde van Mazovië: Mads Andersen
Ronde van de Achterhoek: Stian Rosenlund
2025
Eindklassement Visit South Aegean Islands: Alexander Arnt Hansen
+ Bergklassement: Alexander Arnt Hansen
3e etappe Olympia's Tour: Mathias Larsen
+ Ploegenklassement: Andersen, Larsen, Mengel, Rosenlund, Søndergaard
GP Herning: Stian Rosenlund
Giro Himledalen: Mads Andersen
3e etappe Ronde van Małopolska: Nikolaj Mengel

### Nationale kampioenschappen
2024
 Deens kampioen tijdrijden, beloften: Gustav Wang